# Альпійський зоопарк
Альпійський зоопарк (нім. Alpenzoo) знаходиться в Австрії (Тіроль), в місті Інсбрук. Заснований 22 вересня 1962 року австрійським вченим-зоологом Гансом Псеннером, втілившим ідею збереження вимираючих видів альпійської фауни. 

## Загальна інформація
Вважається найвисокогірнішим зоопарком в Європі (750 метрів над рівнем моря). Загальна площа –  5 га. 
В зоопарку мешкає 150 видів унікальних ссавців, плазунів та птахів, загальною кількістю понад 2000 особин (вовки, бізони, рептилії, лісові ібіси, ягнятники, болотяні черепахи). Він відрізняється від інших європейських зоопарків тим, що налічує  тільки ті види, які безпосередньо мешкають в Альпах. Єдиний в світі зоопарк, в якому в неволі утримуються стінолази.  
При зоопарку відкрита зоошкола (1984 р.), в якій кожен відвідувач може взяти участь у неформальних пізнавальних програмах про тварин. При школі створена бібліотека з великим зібранням літератури про мешканців зоопарку.
На території зоопарку можна побачити модель старовинної тірольської ферми, де розводили домашню худобу. 

### Зображення

Тварини зоопарку
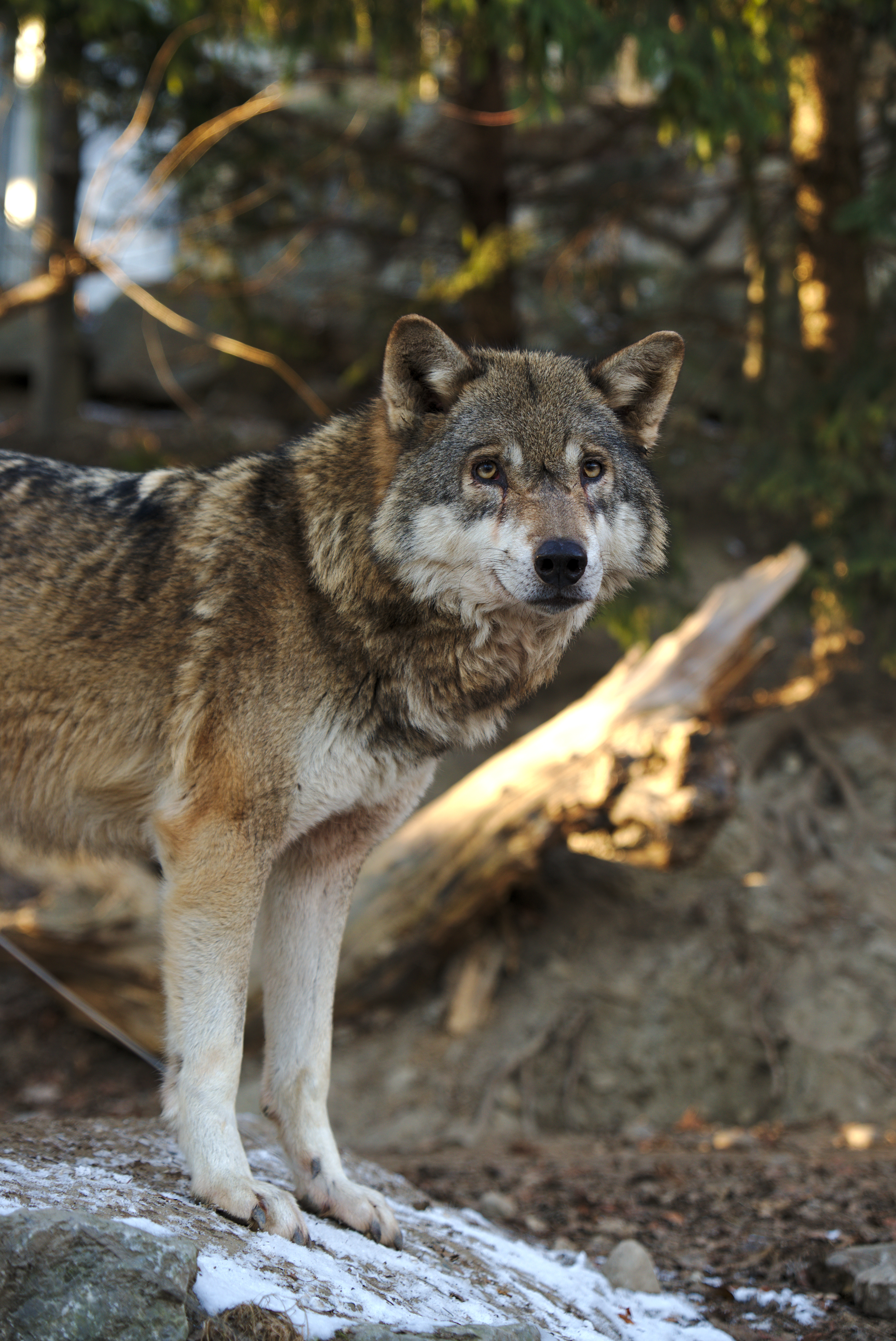
Альпійський вовк
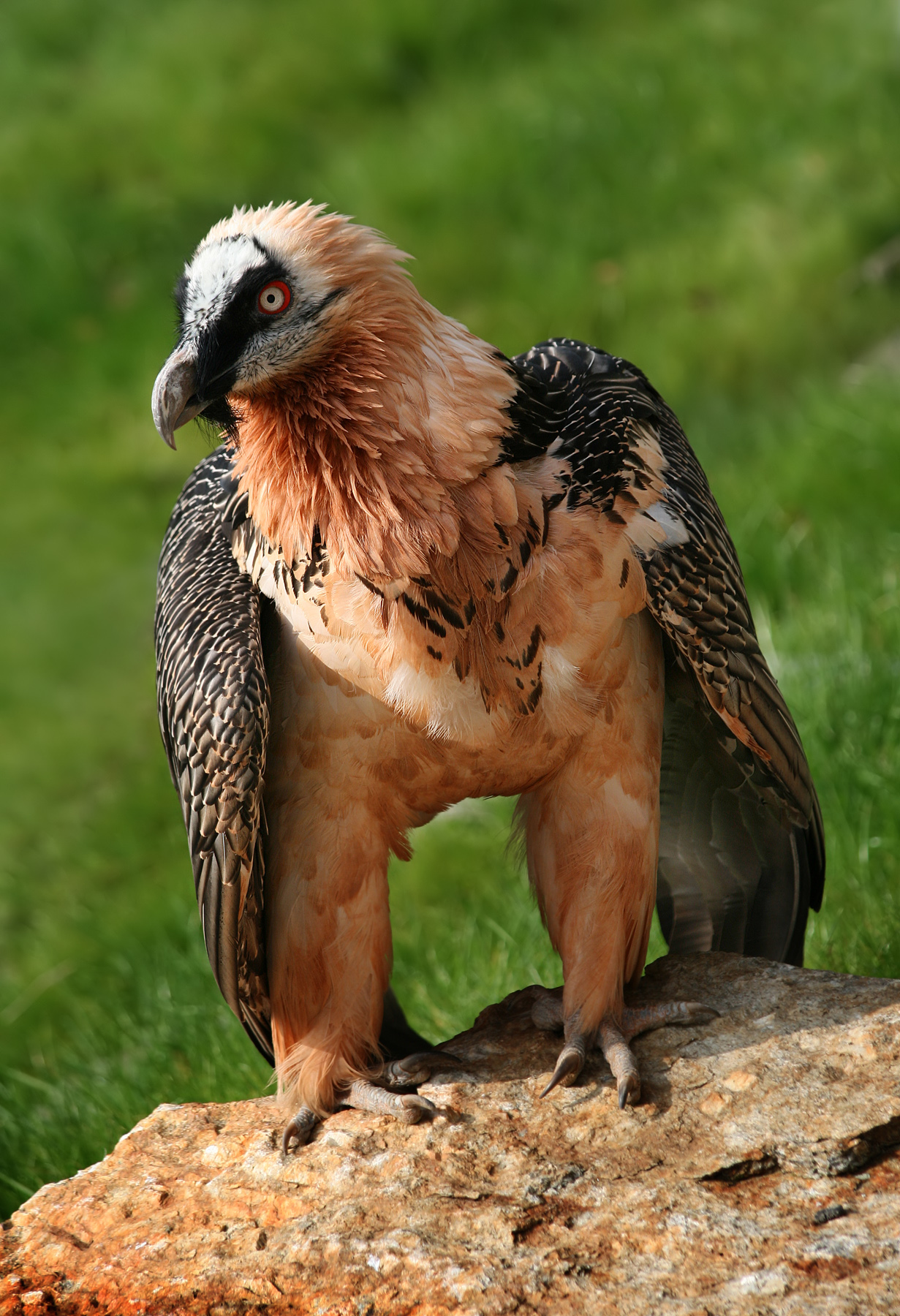
Бородатий гриф, єдиний член роду Гіпает
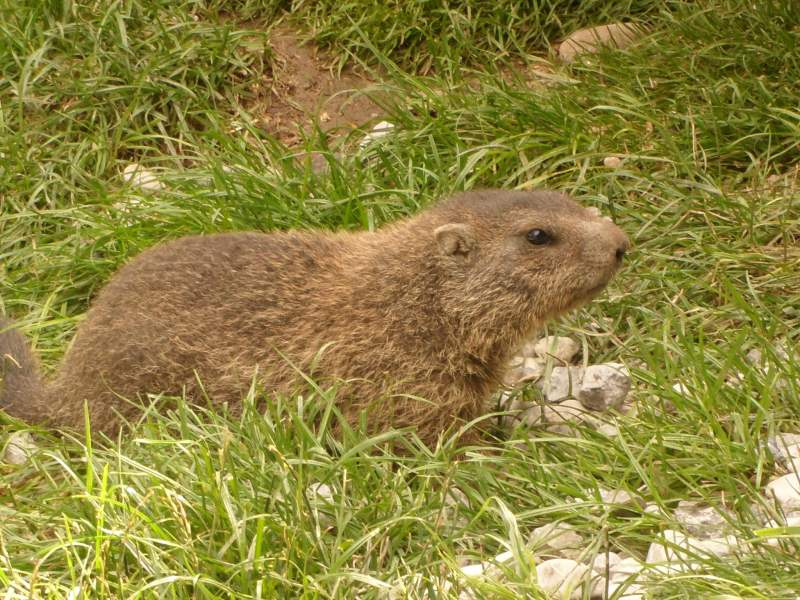
Бабак альпійський
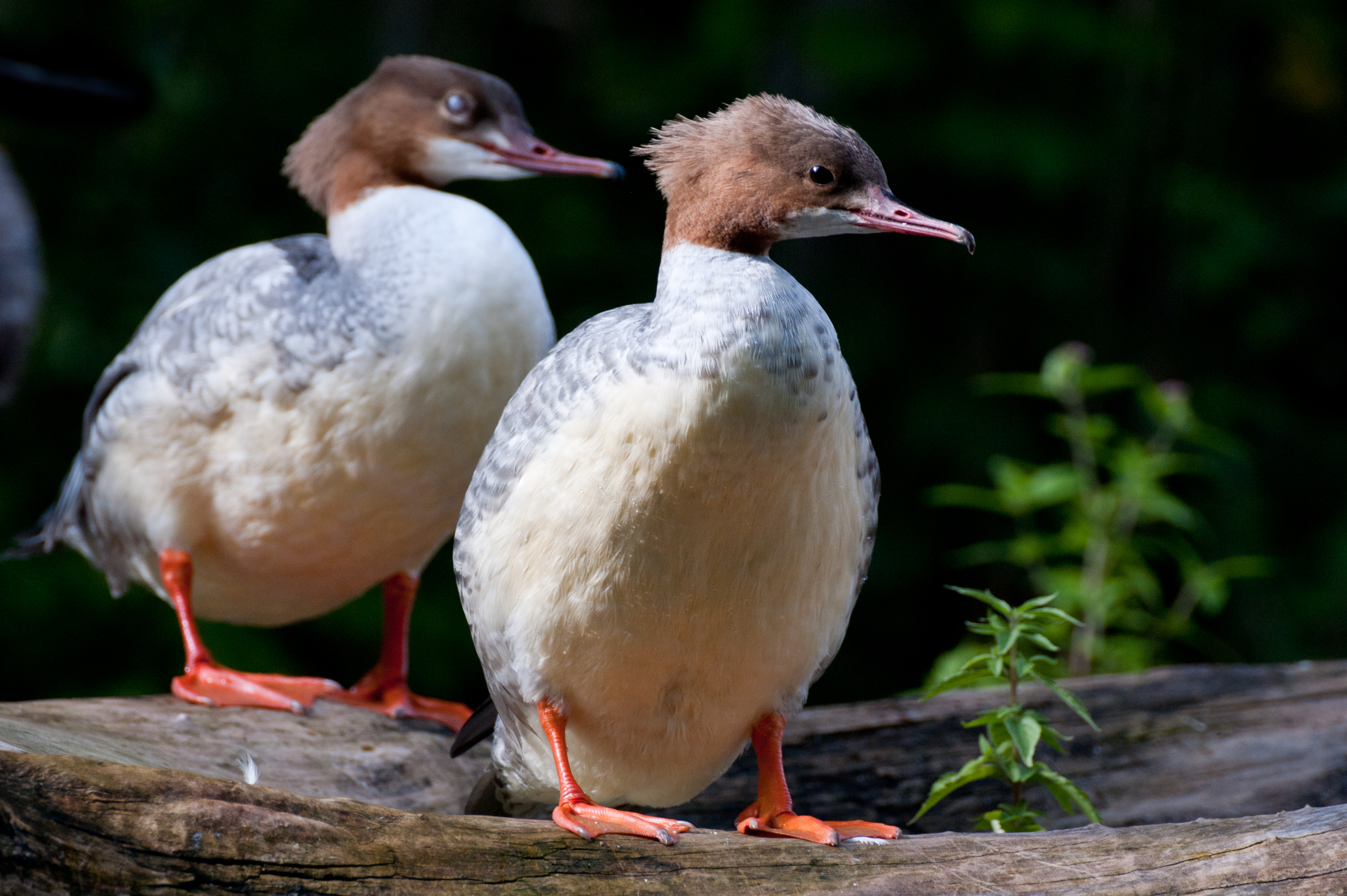
Крехи альпійські
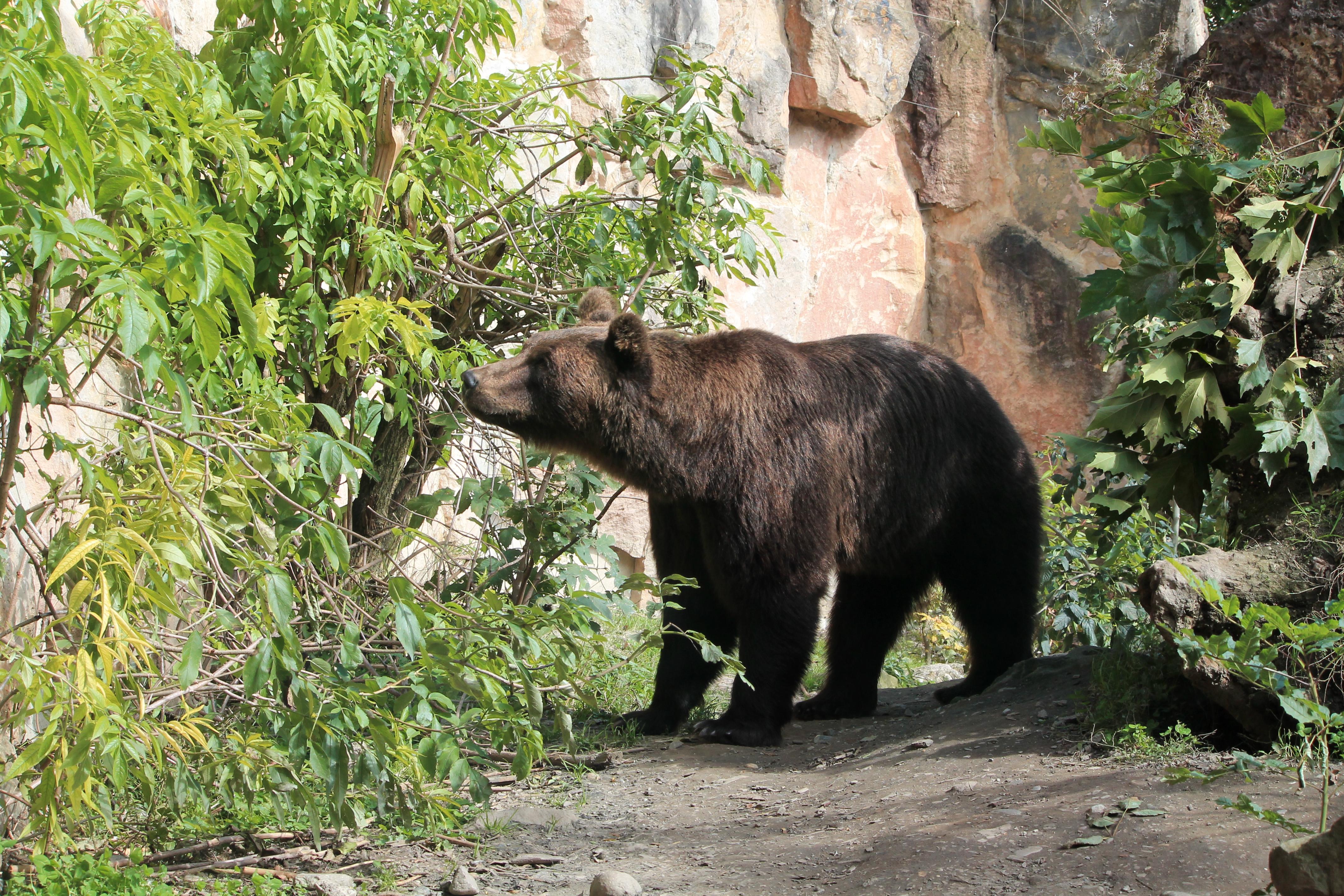
Бурий ведмідь
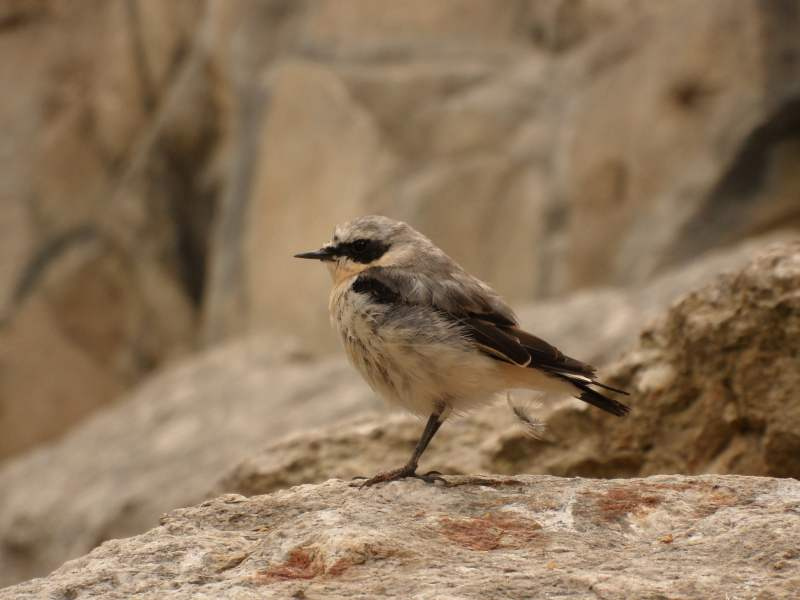
Кам'янка звичайна
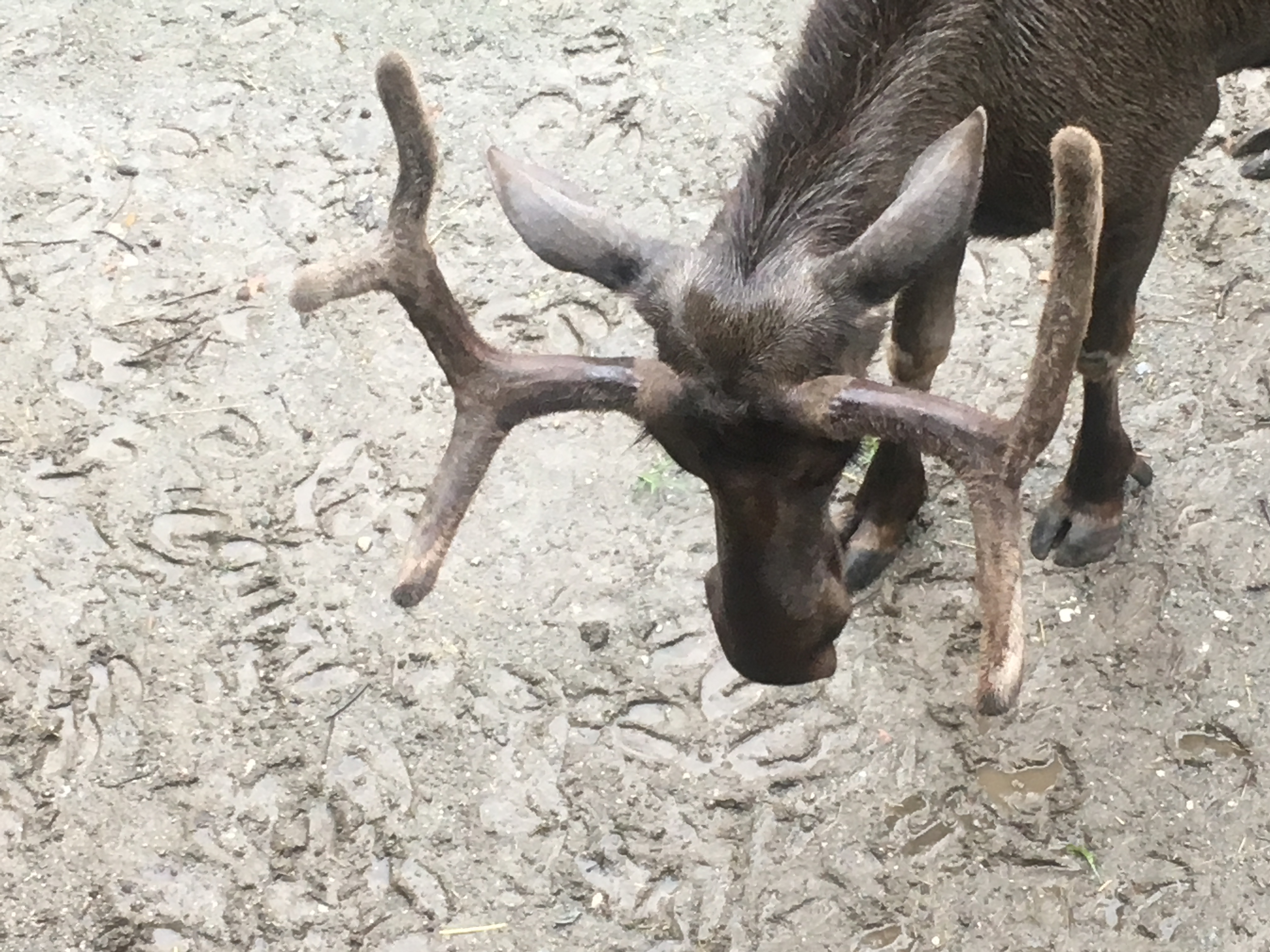
Лось